# Несловесно общуване
Несловесното общуване, наричано още невербална комуникация между хората, е вид общуване, чрез което се изпраща и получава информация без думи и без използването на вербален език. Това включва използването на визуални знаци като езика на тялото (кинезика), разстоянието (проксемика) и физическата обстановка / външния вид, глас  и докосване (хаптика). Тя може да включва хроника (използване на време) и окулезика (контакт с очите и действията на гледане, докато говорите и слушате, честота на погледите, модели на фиксиране, разширение на зеницата и скорост на мигане).
Точно както речта съдържа невербални елементи, известни като паралингвисти, включително качество на гласа, стил, терена, обем и стил на говорене, както и прозодични характеристики като ритъм, интонация и стрес, писмените текстове имат невербални елементи като стил на ръкопис, подреждане на думи или физическо оформление на страница. По-голямата част от изследването на невербалната комуникация обаче се съсредоточава върху взаимодействието между индивидите, където може да се класифицира в три основни области: условията на околната среда, при които се осъществява комуникацията, физическите характеристики на комуникаторите и поведението на комуникаторите по време на взаимодействието.
Невербалната комуникация включва съзнателните и несъзнателни процеси на кодиране и декодиране. Кодирането е акт на генериране на информация, като изражения на лицето, жестове и пози. Кодиращата информация използва сигнали, които можем да смятаме за универсални. Декодирането е тълкуването на информацията от получените усещания, дадени от енкодера. Декодиращата информация използва знанията, които може да има от определени усещания. Например вижте снимката, предоставена по-горе. Кодът съдържа два пръста, а декодерът може да знае от предишния опит, че това означава две. Само малък процент от мозъка обработва вербалната комуникация. Като бебета, невербалната комуникация се изучава от социално-емоционалната комуникация, което прави лицето, вместо гласа, доминиращия комуникационен канал. Тъй като децата стават словесни комуникатори, те започват да гледат по-подсъзнателно изражения на лицето, гласови тонове и други невербални елементи. Културата играе важна роля в невербалната комуникация и е един аспект, който помага да се повлияе върху организирането на учебните дейности. В много коренни американски общности например често се поставя акцент върху невербалната комуникация, която служи като ценно средство, чрез което децата се учат. В този смисъл ученето не зависи от вербалната комуникация; по-скоро тя е невербална комуникация, която служи като основно средство не само да организира междуличностни взаимодействия, но и да предава културни ценности, а децата да се учат как да участват в тази система от най-ранна възраст.

## Важност
Невербалната комуникация представлява две трети от всички комуникации. [съмнителна – дискутирана] Невербалната комуникация може да описва едновременно съобщение и звук с правилните сигнали или жестове на тялото. Сигналите на тялото включват физически признаци, съзнателни и несъзнателни жестове и сигнали и медиация на личното пространство. Неправилното съобщение може да бъде установено и ако предаденият език на тялото не съответства на устно съобщение. Невербалната комуникация укрепва първото впечатление в общи ситуации като привличане на партньор или в бизнес интервю: впечатленията се формират средно през първите четири секунди на контакт. Първите срещи или взаимодействия с друго лице силно засягат възприятието на човека. Когато другото лице или група поглъщат посланието, те се фокусират върху цялата околна среда около себе си, което означава, че другото лице използва всичките пет сетива във взаимодействието: 83% зрение, 11% слух, 3% миризма, 2% докосване и 1 % вкус. Много местни култури използват невербална комуникация за интегрирането на децата в най-ранна възраст в културните им практики. Децата в тези общности се учат, като наблюдават и навлизат, чрез които невербалната комуникация е ключов аспект на наблюдението.

## История
Научните изследвания върху невербалната комуникация и поведение започнаха през 1872 г. с публикуването на книгата „Изразяване на емоциите в човека и животните“ на Чарлз Дарвин. В книгата Дарвин твърди, че всички бозайници, както хора, така и животни, показват емоция чрез изражението на лицето. Той постави въпроси като: „Защо нашите изражения на емоции на лицето поемат конкретните форми, които вършат?“ и „Защо бръчкаме носа си, когато сме отвратени и оголваме зъбите си, когато сме разгневени?“ Дарвин приписва тези изражения на лицето на свързаните с тях навици, които са свързани с поведение, които по-рано в нашата еволюционна история имат специфични и директни функции. Например, един вид, който е нападнал с хапане, забива зъбите е необходим акт, преди нападение и бръчка на носа да намали вдишването на неприятни миризми. В отговор на въпроса за това защо изражението на лицето продължава, дори когато те вече не служат на първоначалните си цели, предшествениците на Дарвин са разработили високо оценено обяснение. Според Дарвин, хората продължават да правят изражения на лицето, защото са придобили комуникативна стойност в еволюционната история. С други думи, хората използват изражението на лицето като външно доказателство за вътрешното си състояние. Въпреки че изразяването на емоциите в човека и животните не беше една от най-успешните книги на Дарвин по отношение на качеството и цялостното му въздействие в областта, неговите първоначални идеи започнаха изобилие от изследвания върху видовете, ефектите и изразите на невербалната комуникация и поведение.
Въпреки въвеждането на невербалната комуникация през 1800 г., появата на бихейвиоризъм през 20-те години на миналия век спря за по-нататъшни изследвания на невербалната комуникация. Бихейвиоризмът се определя като теорията на ученето, която описва поведението на хората, придобито чрез подготовка. B.F Skinner обучавали гълъбите да се занимават с различни поведения, за да покажат как животните се ангажират с поведение с награди.
Докато повечето изследователи на психология изследват поведението, изследването на невербалната комуникация започва през 1955 г. от Адам Кендън, Алберт Шефлен и Рей Бърдвишил. Те анализираха филм, използвайки аналитичен метод, наречен контекстен анализ. Контекстният анализ е методът за транскрибиране на наблюдаваното поведение на кодиращ лист. Този метод е използван по-късно за изучаване на последователността и структурата на човешките поздрави, социалното поведение на партиите и функцията на позата по време на междуличностното взаимодействие. Birdwhistell е пионер в оригиналното изследване на невербалната комуникация, наречено кинезика. Той изчислява, че хората могат да направят и разпознаят около 250 000 изражението на лицето.
Изследванията на невербалната комуникация се развиват в средата на 60-те години от редица психолози и изследователи. Argyle и Dean, например, изследват връзката между очния контакт и разговорите. Ралф В. Екслайн изследва моделите на гледане, докато говори и гледа, докато слуша. Екхард Хес изработи няколко изследвания, свързани с дилатацията на учениците, публикувани в Scientific American. Робърт Сомер изследва връзката между личното пространство и околната среда. Робърт Розентал откри, че очакванията на учителите и изследователите могат да повлияят на техните резултати и че фините, невербални знаци могат да играят важна роля в този процес. Албърт Мехрабин изучава невербалните подвизи на любов и непосредственост. През 70-те години на миналия век редица научни трудове в психологията обобщават все по-нарастващото изследване, като например невербалната комуникация на Shirley Weitz и Мариан Лафранс и движещите се тела на Clara Mayo. Популярните книги включват Езикът на тялото (Fast Language, 1970), който се фокусира върху това как да се използва невербалната комуникация, за да се привлекат други хора и как да се чете човек като книга (Nierenberg & Calero, 1971), който разглежда невербалното поведение в преговорните ситуации. Списанието на екологичната психология и невербалното поведение също е основано през 1978 г.

## Облекло
Облекло е една от най-често срещаните форми на невербална комуникация. Изучаването на дрехи и други предмети като средство за невербална комуникация е известно като изкуства или обективи. Видовете дрехи, които индивидът носи, носят невербални знаци за неговата личност, история и финансово състояние и как другите ще реагират на тях. Стилът на облекло може да демонстрира своята култура, настроение, ниво на доверие, интереси, възраст, авторитет и ценности / вярвания. Например, евреите могат да носят йрмаулки, за да общуват навън с религиозните си убеждения. По същия начин, дрехите могат да съобщават каква националност е човек или група, например в традиционните празници шотландски мъже често носят килти, за да определят тяхната култура.
Освен че споделят вярванията и националността на човека, облеклото може да се използва като невербална надежда за привличане на други хора. Мъжете и жените могат да се дрънкат с аксесоари и мода от висок клас, за да привлекат партньорите, които се интересуват от тях. В този случай дрехите се използват като форма на самоизразяване, в която хората могат да се възползват от своята сила, богатство, сексапил, или творчество. Проучване на облеклото, изнасяно от жените, които се грижат за дискотеки, проведено във Виена, Австрия, показа, че при определени групи жени (особено жени без партньори) мотивацията за секс и нива на сексуални хормони е свързана с аспектите на облеклото им, особено количеството на изложената кожа и наличието на чисто облекло.
Начинът, по който човек избере да се облича, разказва много за личността на човека. Всъщност в Университета в Северна Каролина е направено проучване, което сравнява начина, по който студентите са се обличали и техните типове личности. Изследването показа, че жените, облечени „предимно за удобство и практичност, са по-контролирани, надеждни и социално добре адаптирани“ („Sarasota Journal“ 38). Жените, които не искали да се открояват в тълпата, обикновено са имали по-консервативни и традиционни възгледи и вярвания. Облекло, макар и невербално, разказва на хората какво е личността на индивида. Начинът, по който човек се облича, обикновено се корени от по-дълбоки вътрешни мотиви, като емоции, опит и култура. Облекло изразява кой е човекът, или дори кой иска да бъде този ден. Тя показва на другите хора, с които искат да бъдат свързани, и къде се намират. Облекло може да започне взаимоотношения, защото те уличават други хора в това, което носят („Sarasota Journal“ 38).

## Жестове
Жестове могат да бъдат направени с ръце или тяло, а също така включват движения на главата, лицето и очите, като например намигване, кимане или подвижване на очите. Въпреки че изследването на жеста все още е в начален стадий, някои изследователи определиха някои широки категории жестове. Най-познати са т.нар. Емблеми или жестове, които могат да се променят. Това са конвенционални, специфични за културата жестове, които могат да се използват като заместител на думи, като ръчната вълна, използвана в западните култури за „здравей“ и „сбогом“. Единият емблематичен жест може да има много различно значение в различни културни контексти, вариращи от допълващи до изключително обидни. За списък с емблематични жестове вижте Списък на жестовете. Има някои универсални жестове, като рамене рамене.
Жестовете също могат да бъдат категоризирани като независимо от говора или свързани с речта. Независимите от говора жестове зависят от културно приетото тълкуване и имат директен вербален превод. Вълна или знак за мир са примери за жестове, независими от речта. Речта, свързани жестове се използват успоредно с устната реч; тази форма на невербална комуникация се използва за подчертаване на съобщението, което се предава. Жестът, свързан с речта, има за цел да предостави допълнителна информация на словесно послание като насочване към обект на обсъждане.
Изразяването на лицето, повече от всичко, служи като практическо средство за комуникация. С всички различни мускули, които точно контролират устата, устните, очите, носа, челото и челюстта, човешките лица се оценяват като способни на повече от десет хиляди различни изрази. Тази универсалност прави невербалните на лицето изключително ефективни и честни, освен ако не са умишлено манипулирани. В допълнение, много от тези емоции, включително щастие, тъга, гняв, страх, изненада, отвращение, срам, страдание и интерес, са общопризнати.
Показванията на емоциите обикновено могат да бъдат категоризирани в две групи: отрицателни и позитивни. Негативните емоции обикновено се проявяват като повишено напрежение в различни мускулни групи: затягане на челюстните мускули, бразди на челото, примитиви погледи или запушване на устните (когато устните изчезват). За разлика от това, положителните емоции се разкриват от разхлабването на набраздените линии на челото, отпускането на мускулите около устата и разширяването на окото. Когато хората наистина са спокойни и спокойни, главата също ще се наклони настрани, излагайки нашата най-уязвима област, врата. Това е дисплей с висок комфорт, често наблюдаван по време на ухажване, което е почти невъзможно да се имитират, когато са напрегнати или подозрителни.

## Визуален контакт
Контактът с очите е случаят, когато двама души поглеждат едновременно очите на другия; това е основният невербален начин за посочване на ангажираност, интерес, внимание и участие. Някои проучвания показват, че хората използват очите си, за да покажат интерес. Това включва често признати действия на намигване и движения на веждите. Безразличието е силно забележимо, когато малко или никакъв контакт с очите се прави в социална обстановка. Когато обаче индивидът се интересува, зениците ще се разширят.
Според Екман, „контактът с очите (наричан още взаимен поглед) е друг основен канал за невербална комуникация. Продължителността на контакт с очите е неговият най-смислен аспект.“ По принцип колкото по-дълъг е контактът между двама души, толкова по-голям е интимността. Gaze включва действията на гледане, докато говорите и слушате. Дължината на погледа, честотата на погледите, моделите на фиксиране, дилатацията на учениците и скоростта на мигането са важни знаци в невербалната комуникация. „Liking обикновено се увеличава, когато взаимното гледане се увеличава.“
Заедно с откриването на безразличие, измама може да се наблюдава и при човек. Хоган заявява, че „когато някой е измамен, очите им са склонни да мигат много повече. Очите действат като водещ индикатор за истината или заблудата“. И двете невербални и вербални знаци са полезни при откриването на измама. Типично е хората, които откриват лъжи, да разчитат последователно на вербални знаци, но това може да попречи на това колко добре откриват измамата. Тези, които лъжат, и онези, които казват истината, притежават различни форми на невербални и вербални знаци и това е важно да се има предвид. Освен това е важно да се отбележи, че разбирането на културния фон на дадено лице ще повлияе на това колко лесно може да бъде открита измамата, защото невербалните знаци могат да се различават в зависимост от културата. В допълнение към контакт с очите тези невербални знаци могат да се състоят от физиологични аспекти, включително импулс, както и нива на изпотяване. В допълнение, очевидната амплитуда може да бъде предсказана за измама. Обезпокоението на очите е избягването на контакт с очите. Контактът с очите и израженията на лицето осигуряват важна социална и емоционална информация. Като цяло, както твърди Пейс, „Дайте обем на контакт с очите, който кара всички да се чувстват комфортно.“ Освен ако не гледаме на другите, това е културен не-не, зрителите печелят повече доверие от не-наблюдателите "
При скриването на измамата, невербалната комуникация улеснява лъжата, без да се разкрива. Това е заключението на проучване, в което хората са гледали съставени интервюта на лица, обвинени, че са откраднали портфейла. Анкетираните са излъгали около 50% от случаите. Хората са имали достъп до писмени преписи от интервютата или записи на аудио ленти или видеозаписи. Колкото повече улики бяха на разположение на тези, които гледаха, толкова по-голяма беше тенденцията, че интервюираните, които всъщност са лъгали, се считат за верни. Това означава, че хората, които са умни в лъжата, могат да използват тон на гласа и изражението на лицето, за да създадат впечатление, че са верни. Противно на общоприетото схващане, лъжецът не винаги избягва контакт с очите. В опит да бъдат по-убедителни, лъжците съзнателно са направили по-голям контакт с интервюиращите, отколкото онези, които са казвали истината. Има обаче много цитирани примери за подзадачи към измама, предадени чрез невербални (паравърални и визуални) комуникационни канали, чрез които измамници, които се предполага, че несъзнателно предоставят улики на скритите си знания или реални мнения. Повечето проучвания, които изследват невербалните забележки за заблуда, разчитат на човешкото кодиране на видеокамените, въпреки че неотдавнашно изследване също показа разлики в телесните движения между разпознавачите на истината и лъжците, използвайки автоматизирана система за улавяне на тялото.
|  | Тази страница частично или изцяло представлява превод на страницата Nonverbal communication в Уикипедия на английски. Оригиналният текст, както и този превод, са защитени от Лиценза „Криейтив Комънс – Признание – Споделяне на споделеното“, а за съдържание, създадено преди юни 2009 година – от Лиценза за свободна документация на ГНУ. Прегледайте историята на редакциите на оригиналната страница, както и на преводната страница, за да видите списъка на съавторите. ВАЖНО: Този шаблон се отнася единствено до авторските права върху съдържанието на статията. Добавянето му не отменя изискването да се посочват конкретни източници на твърденията, които да бъдат благонадеждни. |